# العلاقات الجزائرية الإندونيسية
العلاقات الجزائرية الإندونيسية تشير إلى العلاقات الثنائية بين الجزائر و إندونيسيا. وتستند العلاقة بين البلدين إلى حد كبير إلى التشابه الديني والتضامن المناهض للاستعمار، حيث أن إندونيسيا والجزائر هي في الغالب بلدان إسلامية سقطت أيضا تحت الاستعمار. اعترفت الجزائر بدور اندونيسيا في دعم بلادها للحصول على الاستقلال في عام 1962. واتفق البلدان على توسيع التعاون وتعزيز العلاقات. الجزائر لديها سفارة في جاكرتا معتمدة أيضا لسنغافورة و بروناي، في حين أن اندونيسيا سفارة في الجزائر (مدينة). كلا البلدين أعضاء في حركة عدم الانحياز، مجموعة ال77 و منظمة التعاون الإسلامي.

## التاريخ
تم اندونيسيا تدعم بنشاط النضال الجزائري من أجل الاستقلال من خلال تشكيل معركة الاستقلال جنة الدعم من دول شمال أفريقيا، من خلال رئيس وزراء اندونيسيا بقيادة محمد ناصر في عام 1951. وفي عام 1955 عقدت اندونيسيا مؤتمر آسيا وأفريقيا في باندونغ مطالبة بالاستقلال وإنهاء الاستعمار في البلدان الآسيوية والأفريقية من الاستعمار الأوروبي. وعلى الرغم من أن الجزائر كانت في ذلك الوقت مستعمرة فرنسية، دعت إندونيسيا الوفد الجزائري لحضور مؤتمر باندونغ وألهمتهم في نضالهم. أعلنت الجزائر في نهاية المطاف الاستقلال عن فرنسا في 5 يوليو 1962. وعلى الفور، كانت إندونيسيا من أوائل الدول التي اعترفت باستقلال الجزائر، وكانت سفارتها من أوائل السفارات التي افتتحت في الجزائر العاصمة عام 1963.

## التجارة والتبادل التجاري
تعد الجزائر رابع أكبر شريك تجاري لإندونيسيا في أفريقيا بعد جنوب أفريقيا ونيجيريا ومصر، وبلغت قيمة التجارة في عام 2011 ما قيمته 489.05 مليون دولار، أي ما يمثل 5.06 في المئة من إجمالي التجارة الإندونيسية مع أفريقيا. صادرات إندونيسيا الرئيسية هي زيت النخيل، والبن، والسكر، وألياف النسيج، والأسماك المجففة والخشب، بينما تستورد النفط من الجزائر.